# Cargo 360
Cargo 360 (IATA: GG, ICAO: GGC, and Callsign: Longhaul) was een Amerikaanse luchtvrachtmaatschappij die gevestigd was in Seattle. Deze maatschappij vervoerde goederen voornamelijk onder een zogenaamd ACMI-contract (Aircraft, Crew, Maintenance, and Insurance) met Korean Air Cargo tussen Incheon International Airport bij Seoel (Zuid-Korea) en diverse bestemmingen in de Verenigde Staten. Vanaf augustus 2006 waren deze bestemmingen onder andere Los Angeles Int'l, Chicago O'Hare, en JFK Int'l in New York. In januari 2008 is de luchtvaartmaatschappij opgegaan in Southern Air en wordt alleen nog onder die naam geopereerd.
De maatschappij vloog met een Boeing 747-3B5-vrachtuitvoering en twee speciaal gebouwde 747-2B5F-vrachttoestellen, die daarvoor van Korean Air waren.